# Plumtree
Plumtree — канадская поп/рок-группа, которая существовала с 1993 по 2000 год.

## История
Сёстры Карла и Линетт Гиллис познакомились с Амандой Брейден и Ниной Мартин через учителей музыки в 1993 году, когда всем им было по 17 лет. Четыре месяца спустя они дали первый концерт в клубе Cafe Ole. Оптимистичное звучание Plumtree привлекло внимание инди-лейбла Cinnamon Toast Records, который устроил группе большие гастроли по Канаде.
В 1995 году в Оттаве Нина Мартин ушла из группы, а на её место пришла Катриона Стартон.  Они провели большое количество концертов в 1990-х и выпустили три полноформатных альбома.
Весной 2000 года группа отправилась в тур по всей Канаде и на юг по западному побережью США. Plumtree решили закончить свою семилетнюю карьеру в июле 2000 года, их последний концерт состоялся 31 июля в клубе Marquee в их родном городе Галифаксе.

## Дальнейшая судьба участниц
Линетт и Карла Гиллис в настоящее время живут в Торонто, где выступают в трио вместе с Питом Джонстоном. Аманда Брейден доктор философии в Бостоне. Катриона Стартон живёт в Оттаве, она учитель по игре на гармони и сотрудничает с Долли Партон. Нина Мартин профессор географии в Университете Северной Каролины. В июле 2010 года Катриона Стартон выступила на празднике в честь выхода шестого тома комикса «Скотт Пилигрим».
Песня «Scott Pilgrim» вдохновила Брайана Ли О’Мэлли на написание одноимённого комикса, сюжет которого лёг в основу фильма 2010 года «Скотт Пилигрим против всех». В комиксе и в фильме можно увидеть, что главный герой Скотт Пилигрим носит футболку с надписью «Plumtree». Песня «Scott Pilgrim» звучит в фильме и присутствует в официальном саундтреке, а песня «Go!» звучит в фильме, но её нет в саундтреке.

## Награды
В 1996 году Plumtree была награждена как «Лучшая канадская группа до двадцати лет» от канала YTV.
Альбом Predicts the Future был номинирован на восточном побережье как лучший альбом альтернативного рока.

## Дискография

### Студийные альбомы
- Mass Teen Fainting (1995)
- Predicts the Future (1997)
- This Day Won’t Last At All (2000)

### EP
- Flutterboard (1994)

### Сборники
- Best Of (2010)